# Yebra de Basa
Yebra de Basa ist ein Municipio in der autonomen Gemeinschaft Aragonien in Spanien. Es gehört der Provinz Huesca an. Im Jahre 2024 lebten 160 Einwohner auf einer Fläche von 91 km² in Yebra de Basa.

## Lage
Yebra de Basa liegt etwa 60 Kilometer nördlich von Huesca. Südlich des Municipios fließt der Río Basa. Ebenso verläuft dort die Bundesstraße N-260, die die Anbindung an die Autobahn A-23 Richtung Huesca bietet.

## Feste

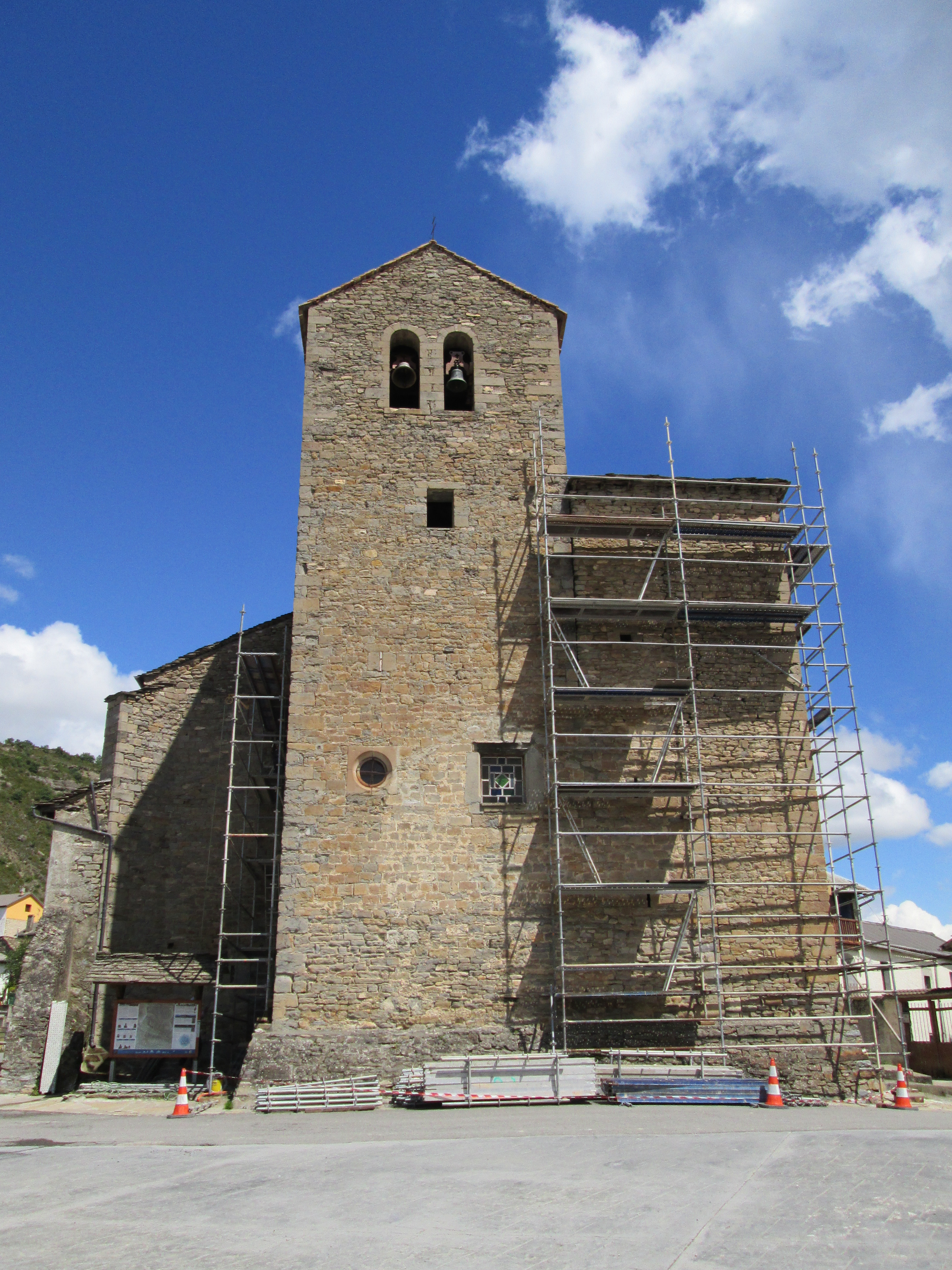
Kirche San Lorenzo

- 25. Juni: Santa Orosia[3]
- 10. August: San Lorenzo
- 24. August: San Bartolomé
- 15. August: Virgen de Agosto
- 13. September: San Julián
- 29. November: San Saturnino
- 9. Dezember: Santa Leocadia
- 10. Dezember: Santa Eulalia

## Sehenswürdigkeiten
- Kirche San Lorenzo aus dem 16. Jahrhundert
- Kirche San Juan aus dem 12. Jahrhundert